# 簡約群
数学における簡約群（かんやくぐん、英: reductive group）とは冪単根基が自明となる代数閉体上の代数群のことである。代数的トーラスや一般線形群など任意の半単純代数群は簡約となる。一般の代数体上の場合には、代数閉包上で冪単根基が自明となるような滑らかなアフィン代数群を簡約代数群と呼ぶ。ここで代数閉包への移行は、定義体が有限体上の関数体などの不完全体（imperfect field）となる場合に必要である。（必ずしも完全でない）体 k 上の代数群で k-冪単根基が自明となるものはen:pseudo-reductive groupと呼ばれる。簡約群の名称は線形表現の完全可約性から来ており、標数0の代数群の表現に対して成り立つ性質である。（これは代数群としての表現にのみ適用される。離散群としての有限次元表現は標数0の場合でさえ必ずしも完全可約にならない。）Haboushの定理は、幾何学的簡約性と呼ばれるより弱い条件が正標数の場合の簡約群に対しても成立していることを示す。
G ≤ GLn を滑らかな{\displaystyle k}-閉部分群としたとき、{\displaystyle k} 上の {\displaystyle n} 次元アフィン空間への作用が既約であるならば G は簡約である。 そのため GLn 及び SLn は簡約である（後者はより強く半単純となる）。

## リー群の場合
リー群の場合には簡約リー群 G はリー代数の言葉を用いて定義される。簡約リー群とはそのリー代数 g が簡約リー代数、つまり可換リー代数と半単純リー代数の直和となるものである。G の連結成分が有限個であるという条件を課す場合もある。
リー代数の簡約性はその随伴表現の完全可約性と同値である。しかしその一般の有限次元表現は必ずしも完全可約ではない。またリー群と代数群では簡約性の概念は必ずしも一致しない。
例えば一次元可換リー代数 R は明らかに簡約であり、簡約代数群 Gm (ゼロでない実数の乗法群) と（簡約でない）冪単代数群 Ga (実数の加法群）の両方のリー代数となっている. これらはリー群としては同型であるが代数群としては同型ではない。